# Joseph Anthony Ferrario
Joseph Anthony Ferrario (* 3. März 1926 in Scranton; † 12. Dezember 2003) war Bischof von Honolulu.

## Leben
Joseph Anthony Ferrario empfing am 19. Mai 1951 die Priesterweihe.
Paul VI. ernannte ihn am 8. November 1977 zum Weihbischof in Honolulu und Titularbischof von Cusae. Der Bischof von Honolulu, John Joseph Scanlan, weihte ihn am 13. Januar des nächsten Jahres zum Bischof; Mitkonsekratoren waren John Raphael Quinn, Erzbischof von San Francisco, und James Clifford Timlin, Weihbischof in  Scranton. 
Der Papst ernannte ihn am 13. Mai 1982 zum Bischof von Honolulu und er wurde am 25. Juni desselben Jahres in sein Amt eingeführt. Am 12. Oktober 1993 nahm Johannes Paul II. seinen altersbedingten Rücktritt an.